# Griedge Mbock Bathy
Griegde Mbock Bathy (født 26. februar 1995) er en fransk fodboldspiller, der spiller for for Division 1 Féminine klubben Olympique Lyon og Frankrigs landshold. Hun spiller forsvar.
Bathy er af camerounsk afstamning.

## Meritter

### Klub
Lyon
- Division 1 Féminine (2): 2016 2017
- Coupe/Challenge de France (2): 2015–16, 2016–17
- UEFA Women's Champions League (2): 2015–16, 2016–17

### Ingernationalt
Frankrig
- SheBelieves Cup: Vinder 2017